# Nicolas Bouvier
Nicolas Bouvier (Grand-Lancy, 6 de marzo de 1929 – 17 de febrero de 1998) fue un escritor, gran viajero, fotógrafo e iconógrafo suizo.

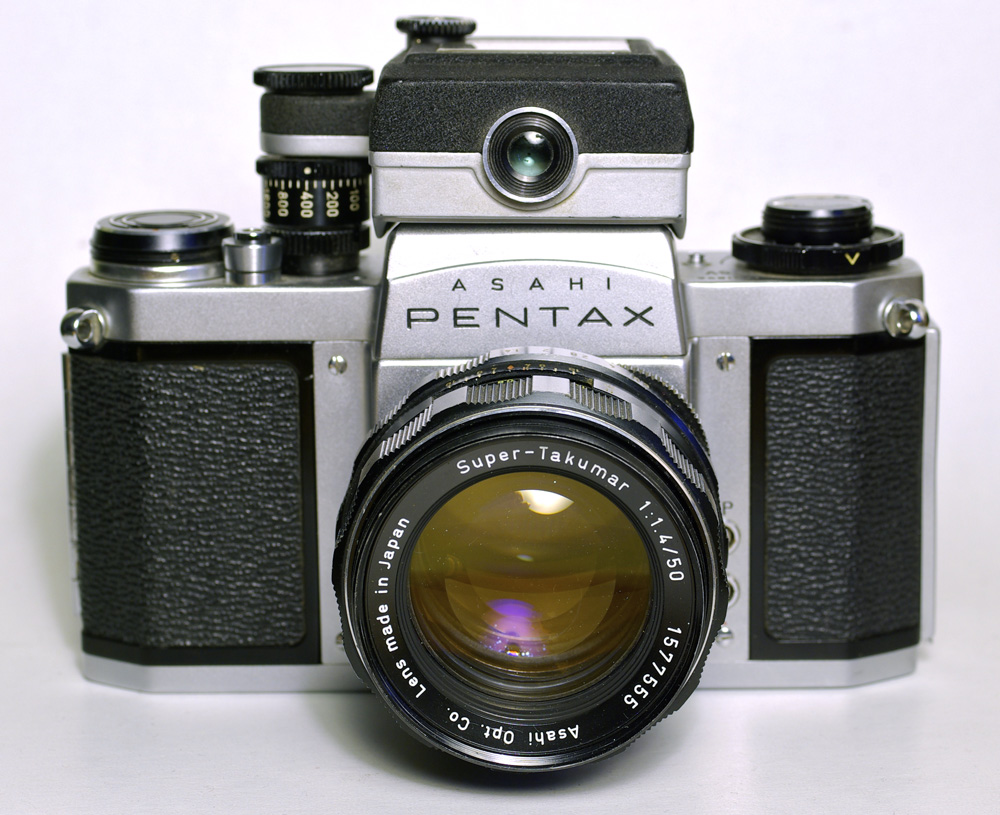

## Orígenes
Hijo de Auguste Bouvier, bibliotecario en Ginebra, y de Antoinette Maurice, Nicolas Bouvier manifestó de joven su gran curiosidad. Era hijo de melómanos, y él asimismo lo fue. Gracias a su padre, pudo conocer enseguida a grandes figuras alemanas exiliadas, como Thomas Mann o Robert Musil pues aprendió pronto alemán. Realizó su primer viaje en solitario a Noruega, con tan solo 17 años. 
Estudió Letras y Derecho en la Universidad de Ginebra, según dice, tras oír las lecciones sobre Montesquieu de Jean Starobinski, que dieron lugar a la monografía de éste sobre el escritor y ensayista francés. Entre otras cosas se interesó por añadidura por la Historia medieval y el sánscrito.
Muy joven, en 1948, el diario La Tribune de Genève lo envió a Finlandia para realizar un reportaje. En 1950 viajó al Sahara argelino para otro periódico, Le Courrier. Pues decidió ya, entonces, que su vida no se desarrollaría en medos universitarios. A partir de ese momento, va a empezar con sus viajes decisivos.

## Viajes y libros
En 1951 emprendió un viaje con sus amigos Thierry Vernet y Jacques Choisy de Venecia que le llevó hasta Estambul. En 1953, inició otra expedición a bordo de un Fiat Topolino, de nuevo en compañía de Thierry Vernet, con quien recorrió Yugoslavia, Turquía, Irán y Pakistán. Un año y seis meses después los dos amigos se separaron en Kabul. La experiencia de ambos está hoy descrita en L'Usage du monde, un libro de un suizo que no quiere ser suizo, como dice. 
Nicolas Bouvier continuó ya solo su camino a través de la India y llegó a Ceilán. Allí permaneció, enfermo y deprimido, durante siete meses. Describió esta dolorosa estancia final en su obra Le Poisson Scorpion (El pez escorpión), publicada en 1982. 
En octubre de 1955 se embarcó a bordo de una nave francesa de las Messageries Maritimes que lo condujo a Japón, donde se quedó un año más escribiendo artículos para revistas y periódicos japoneses sobre ese país. Luego fueron articulándose en libros sucesivamente ampliados. Volvió en barco a Marsella a finales de 1956.
En 1958 se casó con Eliane Petitpierre (1933-2022), hija del consejero federal Max Petitpierre y sobrina de Denis de Rougemont. Se instalaron en Cologny, que será su punto de referencia hasta su desaparición; y tuvo dos hijos con ella. 

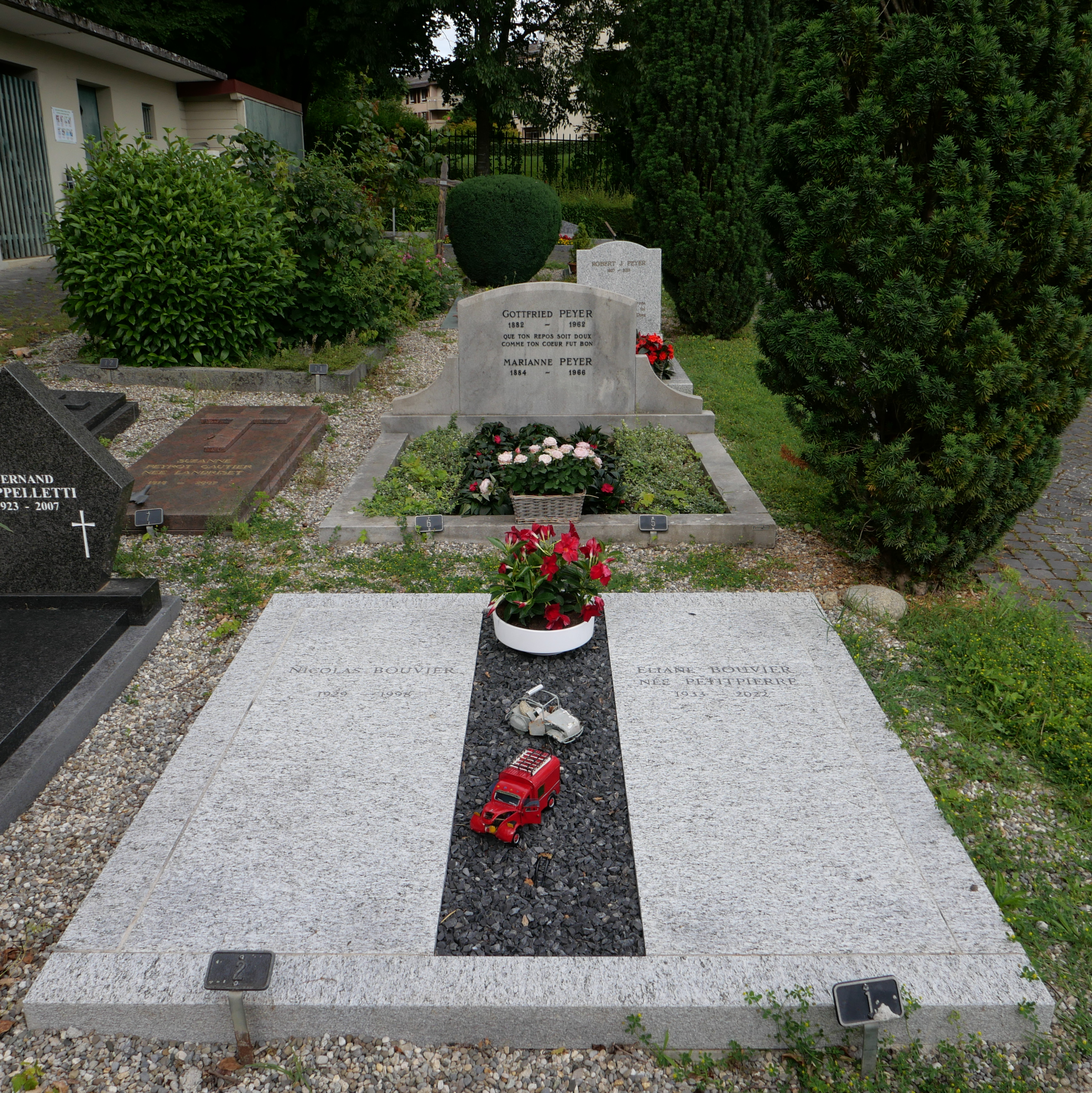
La tumba en 2024.

Desde 1958 hasta 1963 (año en el cual murió su padre), trabajó como iconógrafo para la OMS y la Nouvelle Bibliothèque Illustrée des Sciences et des Inventions de las Éditions Rencontre. De 1964 a 1965, Nicolas Bouvier volvió a Japón en compañía de su mujer. Realizó otros viajes a Asia (Japón, Corea del Sur, China) y a Europa (Irlanda). Se había convertido ya en un fotógrafo reputado.
A lo largo de sus trabajos reunió un riquísimo archivo personal, en el cual se encuentran sobre todo estampas populares y grabados técnicos. Murió el 17 de febrero de 1998. Encontró su lugar de descanso final en el Nuevo Cementerio de Colonia. Su esposa fue enterrada a su lado. La tumba está decorada con dos modelos del legendario Citroën 2CV, con el que viajó por todo el mundo. 
Existe una amplia recopilación de su obra -en edición accesible-, dirigida por Éliane Bouvier y Pierre Starobinski (hijo de Jean Starobinski): OEuvres, París, Gallimard-Quarto, 2004 (2009), que incluye la larga entrevista que le hizo Irène Lichtenstein-Fall, y que da muchas claves sobre Bouvier: Routes et déroutes (1997). 
Hoy se dispone de las cartas con Thierry Vernet, su compañero de viaje inicial: Correspondance, 1945-1964, Ginebra, Zoé, 2010.

## Obras
- L'Usage du monde, Lausana, Payot, 1963. Tr.: Los caminos del mundo, Península, 2001.
- L'Atlas des Voyages: Japon, Lausana, Rencontre, 1967
- Chronique japonaise, Lausana, Payot, 1975. Tr.: Crònica japonesa, Del Brau, 2006. Crónica japonesa, La Línea del Horizonte, 2016.
- Vingt cinq ans ensemble, histoire de la télévision Suisse Romande, Ginebra, Éditions SSR, 1975
- Le Poisson-scorpion, París, Gallimard, 1982. Tr.: El pez escorpión, Revista Altair, 2010, ISBN 978-84-937555-4-6.
- Les Boissonas, une dynastie de photographes, Lausana, Payot, 1983
- Journal d'Aran et d'autres lieux, Lausana, Payot, 1990
- L'Art populaire en Suisse, Ginebra, Zoé, 1991
- Le Hibou et la baleine, Ginebra, Zoé, 1993
- Les Chemins du Halla-San, Ginebra, Zoé, 1994
- Comment va l'écriture ce matin?, Ginebra, Slatkine, 1996
- Routes et déroutes, Ginebra, Metropolis, 1997, entrevistas con Irène Lichtenstein-Fall.
- La Chambre rouge et autres textes, Ginebra, Métropolis, 1998
- Le dehors et le dedans, Ginebra, Zoé, 1998, poemas.
- Entre errance et éternité, Ginebra, Zoé, 1998
- Une Orchidée qu'on appela vanille, Ginebra, Métropolis, 1998
- La Guerre à huit ans, Ginebra, Mini Zoé, 1999
- L'Échappée belle, éloge de quelques pérégrins, Ginebra, Métropolis, 2000
- Histoires d'une image, Ginebra, Zoé, 2001
- L'Oeil du voyageur, París, Hoëbeke, 2001
- Le Japon de Nicolas Bouvier, París, Hoëbeke, 2002 (reed. del volumen publicado en 1967 por Rencontre)
- Le Vide et le Plein (Carnets du Japon, 1964-1970), París, Hoëbeke, 2004
- Charles-Albert Cingria en roue libre, Ginebra, Zoé, 2005, ed. por Hervé Guyader.
- Correspondance, 1945-1964, con Thierry Vernet, Ginebra, Zoé, 2010.

## Premios
- 1968 "Prix Rambert" (Premio Rambert)
- 1982 "Prix Alpes-Jura" (Premio Alpes-Jura) y "Prix de la Critique pour Le Poisson-Scorpion" (Premio de la Crítica por El pez escorpión)
- 1986 "Prix des Belles-Lettres" (Premio de las Bellas Letras)
- 1987 "Prix de la Ville de Genève" (Premio Ciudad de Génova)
- 1995 "Grand Prix C. F. Ramuz" (Gran Premio C. F. Ramuz)